# Bruno Jasieński
Bruno Jasieński (rojen kot Wiktor Zysman) se je rodil 21. julija 1901 v Klimontowu, umrl je 17. septembra 1938 v Moskvi. Bil je poljski avantgardni pesnik, prozaist in dramatik, poleg tega velja za enega od začetnikov poljskega futurizma.
Rodil se je očetu Jakubu Zysmanu, ki je bil zdravnik, in mami Eufemii Marii, ki je bila plemkinja. Po očetovi strani je bil judovskega rodu. Imel je dva sorojenca, Jerzyja in Ireno. Slednja je umrla že leta 1921, njena smrt pa je tema številnih del Jasieńskega, med drugim futuristične pesnitve Pogżeb Reńi.
Otroštvo je preživel v rojstnem kraju, Klimontowu. S šestimi leti se je začel šolati v Varšavi, kjer je leta 1909 začel obiskovati varšavsko nižjo gimnazijo Mikołaja Reja (XI Liceum Ogólnokształcące im. Mikołaja Reja). Tam je začel svojo literarno kariero kot urednik šolske revije Drugak, kasneje pa je postal urednik in izdajatelj časopisa Sztubak. Takrat se je začel ukvarjati tudi s pisanjem in prevajanjem pesmi. Med prvo svetovno vojno je bil njegov oče vpoklican v rusko vojsko, mama pa je z otroki odšla v Rusijo, kjer je maja 1918 Jasieński končal 8-letno poljsko šolo v Moskvi. V Rusiji, kjer je prišel v stik z ideološko revolucionarno moderno literarno smerjo, ga je navdušil futurizem Igorja Severjanina. Leta 1918 se je po dobro opravljeni maturi vrnil na Poljsko in začel študirati na Filozofski fakulteti Jagelonske univerze. Med počitnicami leta 1919 je Jasieński v Klimontowu ustanovil amatersko gledališče. Uprizorjenih je bilo več dramskih del, med drugim Ich czworo Gabriele Zapolske in Wesele Stanisława Wyspiańskega. Kot študent se je pridružil futurističnemu gibanju in 13. marca 1920 soustanovil klub Katarzynka.
Oboževal je ženske, modo, nočne klube in drag alkohol. Ko je nekaj časa živel v Franciji, je bil tudi reden obiskovalec pariških kabaretov. V Parizu je od leta 1925 delal kot dopisnik poljskih časopisov: Wiek Nowy iz Lvova, Kurier Lwowski in Gazeta Poranna. Po štirih letih se je zaradi političnih razlogov preselil v Moskvo, kjer se je aktivno vključil v tamkajšnje literarno življenje. Skoraj dvajset let je deloval na področju književnosti kot pesnik, pisatelj in tudi dramatik.
Okoliščine njegove smrti so bile do leta 1992 neznane. 31. julija 1937 ga je med veliko čistko aretiral NKVD. Splošno prepričanje je bilo, da je bil obsojen na 15 let delovnega taborišča, izkazalo pa se je, da je umrl že naslednjega leta. 17. septembra 1938 je namreč vojaški kolegij vrhovnega sodišča ZSSR Jasieńskega obsodil na smrt na podlagi obtožbe, da je poljski nacionalist. Istega dne je bil ustreljen in pokopan v neoznačenem grobu.
Po Jasieńskem je danes poimenovana ulica v njegovem rojstnem kraju.
Svoje prve zrele pesmi je objavil v krakovski reviji Formiści aprila 1920 pod psevdonimom Bruno.
Pisal je besedila v zbirki manifestov Jednodńuwka futurystuw iz leta 1921 (Do narodu polskiego manifest w sprawie natychmiastowej futuryzacji życia, Manifest w sprawie poezji futurystycznej).
Jasieński je pisal v običajnih pesniških oblikah, vanje pa je vključeval ekscentrično metaforične elemente. Za njegovo poezijo je značilno, da je napisana v obliki drugih literarnih zvrsti, kot so novinarski ali telegrafski zapisi, ali pa sledi fonetičnemu zapisu.
Provokativni smisel za humor je zavestno in brezsramno izražal v svojih delih. Imel se je za genija pisanja – pesem But w butonierce (1921) je posvetil samemu sebi in svoji t. i. genialnosti.
Poleg pesmi je pisal tudi novele. Nogi Izoldy Morgan (1923) je novela o moškem, ki je zaljubljen v ženske noge.
Njegov najbolj znani roman, naslovljen Palę Paryż (1929), opisuje uničenje mesta Pariza, v katerem je razočaran brezposeln moški povzročil epidemijo kuge. Fantazijski roman je bil po delih objavljen v francoskem socialističnem dnevniku L'Humanité. Roman je vseboval liberalna »levičarska« sporočila, zato je doživel negativen odziv s konservativne politične strani.

### Pieśń o głodzie
Pieśń o głodzie (1922) je pesem z več kot šeststo vrsticami, večinoma zapisana v skladu s pravili fonetičnega zapisa, niso pa upoštevana pravopisna pravila. Besedilo je skoraj v celoti napisano v fonetičnem črkovanju. Delo je polno metafor, ki prikazujejo proletarsko družbo.

a ku ku!
głową w duł.
cztery okna
i
trrrah!
o miękki asfaltowy materac.

(odlomek iz pesmi)